# Зелен манакин
Зелен манакин (Cryptopipo holochlora) е вид птица от семейство Манакинови (Pipridae), единствен представител на род Cryptopipo.

## Разпространение и местообитание
Разпространен е в Еквадор, Колумбия, Панама и Перу.